# ツェワンラブタン
ツェワン･ラブタン (転写：Tsewang Rabtan, 漢語：策妄阿喇布坦) は、オイラット八部族聯合の一角ジューン･ガル部の第4代ホンタイジ (副王)。ツェワン･アラブタン (Tsewang Arabtan)とも。
叔父ガルダン･ハーンgaldan qaanの死後、ホンタイジとしてオイラット聯合を牽引し、グシ･ハーン朝のラサン･ハーンを殺害してチベットを侵犯したが、康熙帝の十四皇子・胤禵率いる清朝軍に制圧された。これをきっかけに清朝はチベットを自らの版図に組み込み、直接統治を始めた。
後に清朝の版図を継承した中華民国、中華人民共和国両政府はこれを根拠にチベットを自国領土と主張した。

## 出生年
京都府立大講師の若松寛に拠れば、出生年は二説ある。一つは、独人学者ミューラー (G. F. Müller) と同パラス (P. S. Pallas) の提唱する1665年 (清康熙4) 説①で、もう一つは、富察フチャ傅恒が乾隆年間に編纂した『欽定平定準噶爾方略』の「噶爾丹策零ガルダン･ツェリン」の条項中にみられる1643年 (清崇徳8) 説②である。若松は、
- ツェワンの叔父ガルダンが1644-45年出生とされる為、1643年説②は成立しない。
- 父の僧格センゲは1630年出生とされる為、1643年説②では、ツェワンがセンゲ14歳の頃に生まれたことになってしまう。
- ツェワンは1727年に死歿したとされる為、1643年説②では85歳の高齢で死んだことになるが、1722-23年にツェワン本営に滞在したロシア使節イワン･ウンコフスキー (Ivan Unkovsky)[3]に拠れば、当時で60歳であったとされ、1643年説②は一致しないが、1665年説①は概ね一致する。
- イワンによれば、1671年のセンゲ殺害時、ツェワンは幼年だったとされ、1665年説①なら7歳で妥当だが、1643年説②なら29歳で幼年とはいえない。

以上の理由から1665年説①を採用している。
また、宮脇淳子はセンゲ殺害を1670年 (同9) とし、当時で7歳だったとしているが、中国やその周辺諸国では長い間、数え年 (虚歳) が一般的であった為、満年齢 (周歳) に換算すると5-6歳となり、1664-65年で1665年説①とほぼ一致する。
以上を踏まえ、本記事ではツェワンの出生を1665年 (清康熙4年) とする。

## 生涯

### 喪父
1665年 (清康熙4)、ジューン･ガル部部族長センゲsenggeの長子として生れた。ところがその僅か数年後の1670年から1671年の間に (同9-10)、父センゲが属産を囲る確執の末、異母兄らにより暗殺された。センゲの同母弟、即ちツェワンにとって叔父にあたるガルダンgaldanは当時出家してチベットのダライ･ラマ五世 (ロサン･ギャツォ) の許で修行に励んでいたが、兄の横死をきくや還俗してジューン･ガルへ舞い戻り、異母兄チェチェンčečenを捕えて殺害し、同じく異母兄ヂョトバǰodba･バートゥルを青海へ駆逐して、兄の敵討ちを遂げた。
ツェワンの幼少期についての記録は清朝側史料からは出て来ていないが、ロマノフ朝 (ロシア帝国) 側の史料には、1671年 (清康熙10) 10月に、ロシア使節セイトクル･アブリンを護送したカルムック族酋長として「タイシャ・ガガン」と「アラブタリ」なる二人の人物がみえ、ズラートキン不詳はこれをそれぞれガルダンとツェワン･ラブタンとみている。この「タイシャ」は「タイシ」のロシア語訛りで、「タイシ」は中国語「太師」から音訳された一種の称号である。つまり、この時点でガルダンはまだ「ホンタイジ」を称してはいなかった、或いはホンタイジとして認められていなかったと考えられ、それ故に先代部族長センゲの子で、当時僅か7歳の幼年であった甥ツェワン･ラブタンの名を出したと考えられる。尚、ジューン･ガル部内を平定したガルダンが「ホンタイジ」を名告った最も古い記録は1672年 (同11) であり、それと前後して亡兄の妻アヌを娶っている。
1676年 (同15)、ガルダンはオイラット聯合の一角ホシュート部のオチルト･チェチェン･ハーンを討伐した。仏人東洋史学者クーラン (Maurice Courant) は、この討伐戦にツェワンとその弟ソノムも従軍していたとしている。

### 分裂
ツェワンはやがてガルダンと訣別することになる。ことの発端は1679年 (清康熙18)、ツェワンの婚約者アカイをガルダンが横取りしたことに遡る。このアカイはガルダンにより討伐されたホシュート部オチルト･チェチェン･ハーンの孫娘で、ツェワンの父センゲの妻アヌの妹にあたる。アヌはセンゲの敵を討ったガルダンに再嫁した為、ガルダンは姉妹二人を我が手に収めたことになる。またこの頃、ガルダンはダライ･ラマ五世 (ロサン･ギャツォ) より博碩克図･汗ボショクト･ハーンの称号を与えられ、同年に使者を派遣して康熙朝に通告した。それまで台吉タイジの称号を認めていた清朝は、汗ハーンの称号を承認した。
続いて1688年 (同27) には、ツェワンの弟ソノムが殺害される事件が起った。ガルダン･ハーンがハルハ部を征討し、ホブドqobdoの本営に帰還したのが同年10月17日とされる為、ソノムは恐らく同年末に殺害されたと考えられる。絞殺とも毒殺とも言われるが、どちらにせよ首謀者がガルダン･ハーンであったことは疑えず、奈冲鄂木卜gnas chuṅ dbon poなる人物がその協力者と言われる。一説にはガルダン･ハーンが長老ラマ (奈冲鄂木卜?) の教唆を受けて、ツェワン、ソノム兄弟に警戒心を抱き始め、先代部族長センゲの子としてツェワンが王位簒奪と所領恢復を企てていると猜疑したことから、勢力が拡大しきらない内に葬り去ろうとしたとされる。ソノムが殺害された日の晩、ツェワンはたまたま外出していたため九死に一生を得たが、未遂とはいえガルダン･ハーンがツェワンの殺害をも企んでいたことは明白であった。
またガルダン･ハーンは当時、ダライ･ラマ五世 (ロサン･ギャツォ) の下で権勢を振るったディバ (ガンデン･ポダン、即ち西藏政府の執政者) のサンギェから支持を受けて、チベット仏教を信奉するジュンガル世界帝国の建設に情熱を傾注するあまり、部衆の利益と相反する行動をとっていた。臨終に際してガルダン･ハーン自身が、ダライ･ラマに煽動されたばかりに部衆を蔑ろにしたと語ったとされる。この情勢は徐々に部内の衆人をしてガルダン･ハーンから離叛せしめ、密かにツェワンを推戴する勢力を形成し始めていた。以上の通り、ツェワンのガルダン･ハーンに対する個人的な怨恨と、部内に燻るガルダン･ハーンへの不満が、徐々に共通の利害関係を生んだことで、ガルダン･ハーン派とツェワン派の決裂に至った。

### 逃避
ガルダン･ハーンによる弟ソノム殺害の翌1689年 (康熙28) 春、ツェワンは父センゲの旧臣七人dolōn nökör、および反ガルダン･ハーン派の部衆5,000人を引き連れて逃避行に出た。ツェワン一行がカラ･アザラガqara ajaraгaの丘を越えようとしていた時、ガルダン･ハーンは本営ホブドから全軍を率いてその跡を追っていた。カラ･アザラガは、レナートの「カルムック地図Kalmuckisk karta」上に現れるムン･カラ･アジルガに比定され、ホブドとウリヤスタイの間を横切るザブハン河ǰabaqan гolの西南 (現モンゴル国ゴビ･アルタイ県?) にあたるとされる。
レナート (Johan Gustaf Renat) はスウェーデンの軍曹で、ジューン･ガルで捕虜にされて以来、ツェワンと子・ガルダン･ツェリンの二代に亘って仕え、1733年 (雍正11) に解放された後、捕虜期間に得たジューン･ガリア (中央アジア) 地図 (瑞典ウプサラ大学図書館所蔵) を携えて翌1734年に母国帰還を果たした。尚、カルムック (カルムイクとも) はオイラット系部族を指す呼称で、その後裔カルムイク人は現在のロシア聯邦 (主にカルムイク共和国) とキルギス共和国に居住している。

所謂「旧臣七人」については詳かでないが、この逃避行に扈従した者の中に現れるダルジャ･ジャムヤンdarja jamyangなる人物は、ガルダン･ハーンの弟オンチュン･タイジončun tayijiの次子であり、その長兄 (オンチュンの長子) ダンジラdanjilaは反対にガルダン･ハーンの忠臣であった。この外、ツェワン一行にはドルベト部dörbetの諸タイジが数多く扈従した。ドルベト部はガルダン･ハーンの時代においては特に目立った活動もみられなかったが、ツェワンが実権をふるうようになると、ジューン･ガル部とともにオイラット八部族聯合 (四部ドルベンオイラトと称した) の一角を担った。また、ツェワンの末弟ダンジン･オムブはガルダン･ハーンの死後になって一行に加わっているが、ダンジンは、センゲの未亡人としてガルダンに嫁いだアヌの子で、兄ソノム･ランブタン暗殺事件に関与した廉でツェワンにより拘禁され、後に釈放された。

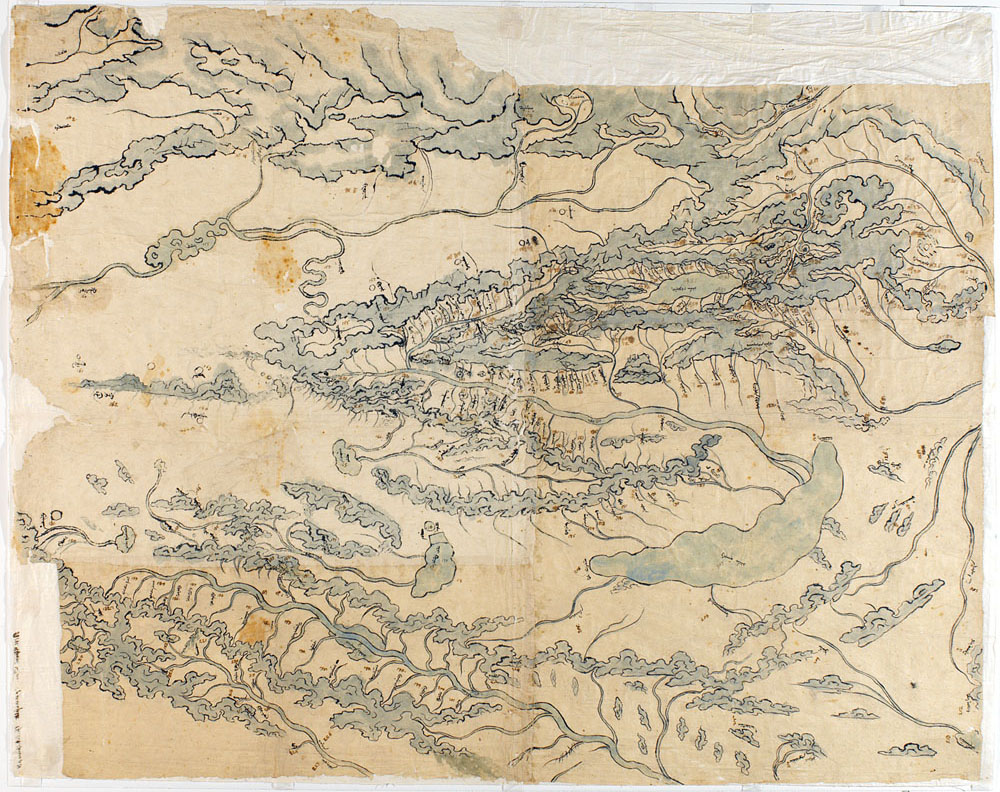
瑞国ウプサラ大学図書館所蔵『Kalmuckisk karta över Dzungariet m fl områden (Renat-1)』 - 解説：南が上。左下に見える右下がりの条_{すじ}が外蒙古と新疆を隔てるアルタイ山脈。中央に見える左に尖った三角形がエレン･ハビルガ。その尖端内部から発したハシュ河がイリ河と合流して西進し、右下に見える三日月形のバルハシ湖に注いでいる (バルハシ湖の西、即ち地図の右はキルギス)。左下隅 (アルタイ山脈北東) にあるガルダンの本営ホブドから逃れたツェワンは、まづエレン･ハビルガに行き着き、尖端下方の盆地に位置するウラーン･ウスンでガルダンを撃攘した後、西 (右) へ移動してエビ湖 (中央左) 附近のボルタラへ移住した。更にガルダンのハルハ侵攻の隙を突いて、エレン･ハビルガ尖端つけ根に位置するトルファンを攻略したことで、地図上の中央部 (ジューン･ガリア) 全域を勢力圏に置いた。

### 反撃

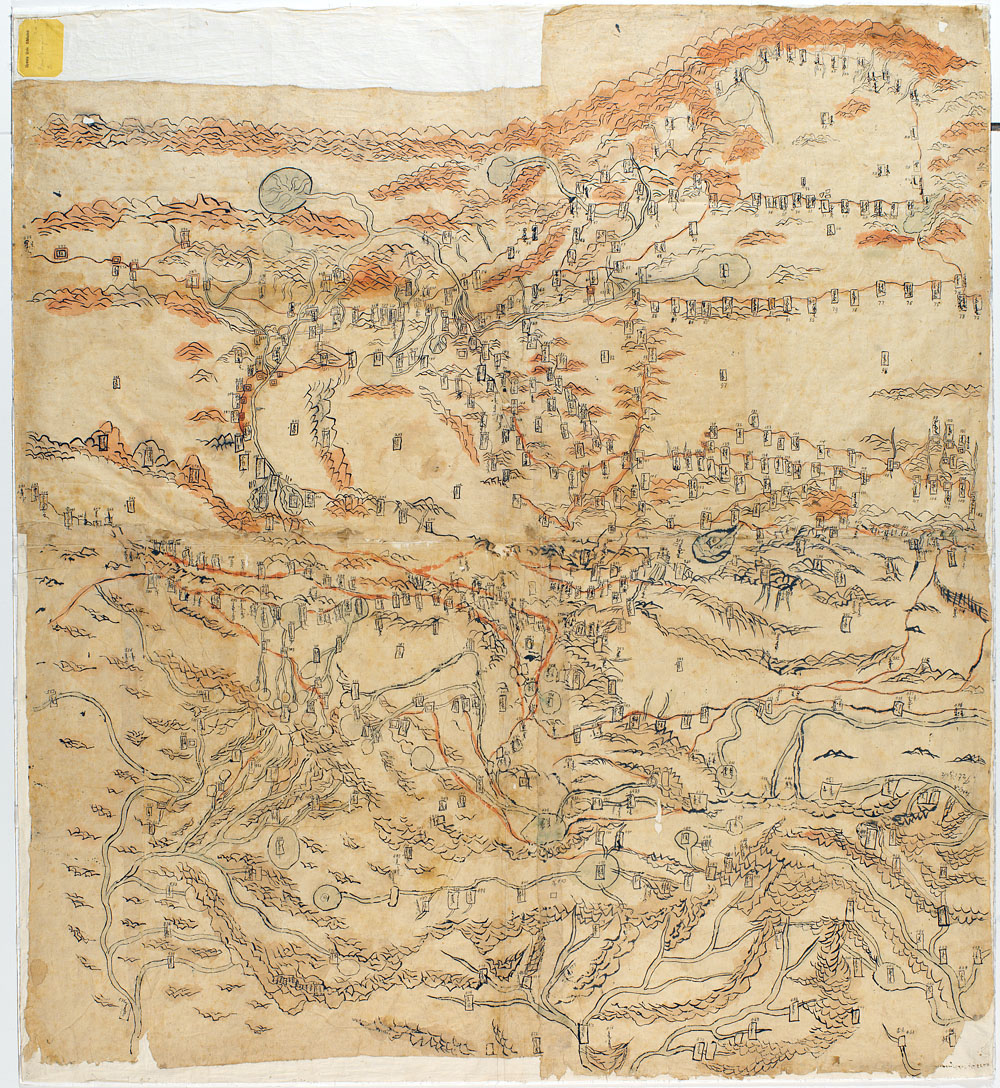
『Kalmuckisk karta över Dzungariet m fl områden (Renat-2)』瑞国ウプサラ大学図書館 (Uppsala University Library) 所蔵 (南が上)

カラ･アザラガの丘を越えたツェワン一行は「額林哈畢爾噶」と呼ばれる土地に行き着いた。同地は「カルムック地図」上に現れるエレン･ハビルガerēn qabirгaに比定され、イリ河の支流ハシュ河qaši гolの源流附近 (現新疆ウイグル自治区イリ･カザフ自治州ニルカ県東境?) に位置する天山山脈の東部支脈の一つである。このエレン･ハビルガに至って間も無く、ツェワン一行の許へガルダン･ハーン軍が迫った。この時のガルダン･ハーンの軍勢は二千ほどに過ぎず、対するツェワン勢力は五千ほどに上った。ガルダン･ハーンはエレン･ハビルガでツェワン一行に追いつくと逃亡の理由をツェワンに問い、爰に来てようやくツェワン暗殺計画が破綻したことに気づくと、勢力差もあって一時退却した。
ガルダン･ハーン軍の撤退をみてツェワンらはウラーン･ウスンulaгan usunに移動し、ほどなくして同地でガルダン･ハーン軍と鉾を交えた。ウラーン･ウスンは『欽定西域同文志』や『欽定平定準噶爾方略』にみえる烏蘭烏蘇 (現新疆ウイグル自治区イリ･カザフ自治州タルバガタイ地区沙湾市ウラン･ウス鎮?) に比定される。ガルダン･ハーン側からは劣勢を悟ってツェワン軍に寝返る者が現れ、ガルダン･ハーンが敗北を喫し退却を餘儀なくされたことで、ツェワンは再びその刃から逃れた。この時の事情は『聖祖仁皇帝實錄』にも簡潔ながら記されている。

### 聯清
ウラーン･ウスンでガルダン･ハーン軍を撃攘したツェワン軍は、恐らくは同地が四面を山に囲まれていて狭窄であった為に、大軍を駐留させるには手狭だと考え、1689年 (康熙28) 中にボルタラ河附近 (現新疆ウイグル自治区ボルタラ･モンゴル自治州) に移動し、当地に定住して人口と家畜を殖やしていった。ボルタラはガルダン･ハーンが何度も冬営している記録が遺されていることから、その重要な冬営地であったと考えられる。ツェワンがボルタラに移徙したのはその豊かな水草が目的であったことは疑いないが、ガルダン･ハーンにとってもそれは同じであった。また、一説にはボルタラにツェワンの支持勢力があり、それを頼ったともされる。
一方、ガルダン･ハーンがウラーン･ウスンでツェワンに撃攘された頃から、清朝康熙帝は両勢力間の敵対関係に注目し始めた。1690年 (同29) 4月にはツェワン勢力を懐柔しようと、侍読学士・達虎に勅書と恩賜の緞子ドンスを土産にもたせ、嘉峪関の先にあるジューン･ガル部の内情偵察に向かわせた。達虎はツェワンとガルダン･ハーンの妻 (即ちセンゲの未亡人) アヌに恩賜の品を与えると、勅書を宣読した。
```
今聞くならく、爾
なむぢ
等
噶爾丹
ガルダン
と和せず、爭端を啓すに致れりと。爾
厄魯特
オイラット
向
さき
より
職貢
を修め、恭順、惟謹たり。今、乃
すなは
ち內に自ら交惡するは、必ず其の因有り、朕甚だ之を憐む。遠聞の言は虛實據り難く、特に侍讀學士・達虎を遣し、御用の各色
緞
二十疋を齎して
策妄･阿喇布坦
、阿奴
アヌ
に賜はむ。其れ爾等の交惡の由を以て使臣に明告し、隱す毋れ。
```

1690年 (同29)、ガルダン･ハーンが再びハルハ部に侵攻し、ウジュムチンüǰümüčinを侵犯すると、同年7月2日、康熙帝はその進軍を阻止すべく、裕親王・福全 (康熙帝の異母庶兄) を撫遠大将軍に起用し、皇長子・胤禔を同行させてガルダン･ハーンの許へ派遣した。その後、ガルダン･ハーンが北方のウラーン･ブドゥンulān budungに鉾尖を転ずるにあたり、同年7月14日、康熙帝は親ら兵を率いてガルダン･ハーン軍の偵察へ向かったが、同月18日、遠征先の行宮で病臥した。
翌8月1日、裕親王・福全 (康熙帝の異母庶兄) 率いる清軍の迎撃を受けたガルダン･ハーンの軍勢が大敗すると、ツェワンはこの機を捉えてガルダン･ハーン不在のホブドに攻め込み、その妻アヌを拉し、属民と家畜を掠奪した。続いて、ガルダン･ハーンが同年10月に本営ホブドに帰還した頃には、ガルダン･ハーン勢力下のトルファン (現新疆ウイグル自治区トルファン市高昌区) とクチャ (現同自治区アクス地区クチャ市) を奪取した。
同年から翌1691年 (同30) 2月にかけては再びホブドに侵攻してガルダン･ハーンを攻撃し、その帰属領の牧地ウラーン･グムulān göm (現モンゴル国オブス県オラーンゴム) とその北西方サクリsaгli河一帯 (現在同県サギルСагил) を奪取した。ツェワンの勢力は爰にイルティシュ河から外蒙古西端ウブサ･ノール一帯、天山山脈を挟んで北 (イリ地方)と南 (タリム盆地)、更に同山脈の東方 (トルファン) までを占め、アルタイ山脈を隔ててガルダン･ハーンの本営ホブドを包囲した。
同月、ツェワンとアヌは達爾漢･囊素を使者に派遣し、ガルダン･ハーンとの敵対の顛末を奏上した。理藩院からその報告を受けた康熙帝は達爾漢･囊素に恩賞を与え、郎中・桑額を護衛につけて帰還させた。その際、康熙帝は帰還直前の達爾漢囊素をガルダン･ハーンの使者に引き合わせている。
1695年 (同34) 2月、ガルダンは再びハルハ部侵攻に向けて出発し、同年秋には克魯倫河上流の巴顔烏蘭に兵を集結させて冬営を張る準備に入っていた。ツェワンはガルダン･ハーンの行動に注目し、そのハルハ侵攻の隙をみはからってガルダン･ハーン勢力下のハミを一挙に手中に収めようと企んでいた。翌1696年 (同35) にガルダン･ハーンが康熙帝指揮の清軍と昭莫多ジョーン･モドにおいて交戦し惨敗した頃には、ハミは既にツェワンによって陥落されていた。
1694年、チベットのダライ・ラマ政権はツェワンラブタンに「エルデニ・ジョリクト・ホンタイジ」号を授与。1697年になるとガルダンが死去、名実ともにジュンガル部の長となった。

### 侵蔵
清と戦争を行っていたガルダンの死後、ジュンガルと清の関係は平穏であったが、ツェワンラブタンは信仰上の理由から、チベットに対する清の影響力、グシ・ハン王朝チベット国王ラサン・ハン、への反発を抱くようになる。1714年、ツェワンラブタンは、娘のボトロクとラサン・ハンの長男・ダンジュンとを結婚させたうえで、ジュンガルに人質として留め置いた。この機に乗じ、チベット侵略の下準備としてラサン・ハンの軍隊の一部を壊滅させた。1715年にはハミ、トルファンにて清と衝突し戦争状態となる。ツェワンラブタンは1715年までにジュンガルの勢力を取りまとめ、1717年になると、ダライ・ラマ7世候補の少年の身柄を確保する（そしてラサに連れていくことによりチベット人の支持を取り付ける企図が有った）ためにアムドに300人を派兵した。また一方で、従兄弟のツェレン・ドンドゥブが率いる6000人の軍隊を以って、ホシュート（グシ・ハン王朝）が支配していたラサを占領し、ラサン・ハンを殺害した。
しかし、アドム派遣軍は、クンブムで清軍に敗れたため、ダライ・ラマ7世候補の少年を確保できなかった。ジュンガル軍は、ラサとその周辺において、略奪・強姦・殺戮と暴虐の限りを尽くした。ほどなく、チベットの人々は清の康熙帝に、チベットからのジュンガル放逐を要請する様になった。時が経つにつれ、ジュンガルによるチベット占領の維持は困難になり、1718年のサルウィン川の戦いではまとまりに欠けていた清軍の侵攻を打ち負かしたが、1720年の規模が大きくなった2回目の遠征で、清軍はラサを占領するに至った。
1727年、ツェワンラブタンは、トルグート部の使節が到着した際に、毒を盛られて急死した。継子ガルダンツェリンは、トルグート出身の第二夫人セテルジャブの仕業とし、これを処刑、その子ロブザンショノはヴォルガへ逃亡することとなった。

## 親族姻戚
本章は基本的に若松寛「ツェワンアラブタンの登場」(『史林』1965) に拠った。他文献からの引用のみ脚註を附す。

### 父祖
- 曾祖父・カラクラ：ハラフラとも。ジューン･ガル部始祖。[34]
  - 祖父・バートゥル･ホンタイジ：ジューン･ガル部第二代部族長、初代ジューン･ガル･ホンタイジ。[34]
    - 伯父・チェチェン[注 17]：センゲの異母兄。
    - 伯父・ヅォトバ･バートゥル[注 18]：センゲの異母兄。
    - 父・センゲ[注 19]：第三代ジューン･ガル部族長。ホンタイジの称号は継承していない。[35]
    - 叔父・ガルダン[注 20]：センゲの同母弟。第四代ジューン･ガル部族長、ジューン･ガル･ホンタイジ、後にハーンを自称。

### 兄弟
- 弟・ソノム･アラブタン[注 21]：新勢力擡頭を警戒する叔父ガルダンにより殺害。
- 弟・ダンジン･オムブ[注 22]：母アヌ･カトゥンはセンゲの同母弟ガルダンに再嫁。

### 妻子
- 妻・アカイ[注 23]：ホシュート部オチルト･チェチェン･カーンの孫娘、センゲ未亡人 (後のガルダン妻) アヌ･カトゥン[注 24]の妹。婚約成立後、ガルダンにより横奪。
- 妻・グュング･アラブタン： グンガラブタンとも。ツェワン第一夫人。グシ･ハン王朝ラサン･ハーンの妹。
  - 子・ガルダン･ツェリン：母グュング･アラブタン。第六代ジューン･ガル部族長、ジューン･ガル･ホンタイジ。
- 妻・セテルジャブ：ヴォルガ･トルグート部アユーキ･ハーンの娘。[36]
  - 子・ロブザン･ショノ：母セテルジャブ。[36]
  - 娘・ボトロク[37]：父不詳。